# Pokémon Stadium 2
Pokémon Stadium 2 és un videojoc editat el 19 d'octubre de 2001 para Nintendo 64, sent la seqüela directa de Pokémon Stadium. En aquesta segona part, igual que en la primera, pots lliurar combats Pokémon en 3D, amb multitud de modes de joc.
Igual que el seu predecessor, en aquest lliurament l'objectiu principal és guanyar les batalles, vèncer entrenadors, superar copes i gimnasos, per a finalment enfrontar l'últim desafiament. Aquesta vegada, tens 100 nous pokémon per a escollir, la temàtica de la Regió de Johto, nous atacs, la incursió dels ítems i compatibilitat amb les noves versions Or, Plata i Cristall al costat de les antigues Roig, Blau i Pokémon Groc.

## Modes de Joc

### Ciutat Blava
El principal mode de joc. Inclou diversos llocs (molts d'ells heretats del primer lliurament) amb diferents possibilitats i opcions:

#### Estadi
On les principals batalles es porten a terme. Es divideix en 4 modes, dos d'ells tenen els nivells Poké Ball, Great Ball, Ultra Ball i Màster Ball, fent un total de 10 copes:
- Little Cup: Aprofitant l'opció de Criança dels jocs de Gameboy, s'estrena aquesta mode de batalla, usant només pokémons bàsics de nivell 5 (el nivell que naixen els ous), la majoria amb atacs heretats, segons les característiques que posseïx la criança i l'herència d'atacs.

- Poké Cup: El torneig oficial de la Lliga Pokémon, es pot usar gairebé qualsevol criatura (excepte Mewtwo, Mew, Lugia, Ho-Oh i Celebi) entre els nivells 50 i 55. Té 4 nivells.

- Prime Cup: Un llegat de Pokémon Stadium, usa el mateix camp de batalla. S'accepta qualsevol pokémon de qualsevol nivell, gairebé sense cap restricció.

- Challenge Cup: Mode nou d'aquest joc. Segons el nivell que es triï es donarà un equip aleatori de pokémons en nivell 30, 45, 60 o 75, igual que als entrenadors oponents. Així es comprova l'eficàcia i adaptabilitat de l'entrenador a les diferents situacions; molt poques vegades es veu un molt bon pokémon amb un molt bon atac. Té 4 nivells de dificultat.

Regles Generals de l'Estadi: Regles generals per a les batalles en l'estadi (i gairebé totes les batalles del joc) són:
- Prohibit usar la mateixa espècie de pokémon més d'una vegada.

- Prohibit usar el mateix ítem en més d'un pokémon.

- Dels 6 pokémon que tens en el teu equip, se n'han d'escollir tres per a cada combat.

- Regles de l'últim Pokémon: Si el teu últim pokémon usa Explosion o Selfdestruct, el teu perds, tanmateix si l'últim pokémon rival perd. Destiny Bond i Perish Song sempre fallen en l'últim pokémon.

- No es poden tenir 2 pokémon congelats o dormits al mateix temps. Si és possible tenir un pokémon congelat i altre dormit.

Regla especifica de l'Estadi: Si es venç un oponent sense perdre cap pokémon, s'obté una vida extra. En cas que en una batalla posterior el jugador sigui derrotat pot barallar-se contra ell novament.

#### Batalla Lliure
Fins a 4 jugadors poden participar. Es trien 6 d'entre els 246 pokémon rendibles, o del cartutx de Game Boy, es trien ítems i després es tria en quin ordre entraran a la batalla. Si juguen més de dues persones es formaran equips i cada jugador tria 3 pokémons d'aquests 6 prèviament escollits.

#### Gym Leader Castle
Igual que al primer lliurament, però aquesta vegada amb els lideris de Johto. Ara també la quantitat d'entrenadors previs varia: pot anar des de 4 (com Whitney) fins a 0 (com Jasmine). Quan es vencen als 8 líders, s'obre la possibilitat d'enfrontar-se a la Lliga Johto i, finalment, al campió.
- Falkner (s'especialitza en pokémon voladors)

- Bugsy (s'especialitza en *pokémon bestiola)

- Whitney (s'especialitza en pokémon Normal)

- Morty (s'especialitza en pokémon Fantasma)

- Jasmine (s'especialitza en pokémon Acer)

- Chuck (s'especialitza en pokémon Lluita)

- Team Rocket (no és un líder, però fa esment al llarg esdeveniment que ocorre amb ells en la trama del joc de Gameboy)

- Clair (s'especialitza en pokémon Drac)

Elite Four Johto:
- Will (s'especialitza en pokémon Psíquic)

- Koga (s'especialitza en pokémon Verí)

- Bruno (s'especialitza en pokémon Lluita)

- Karen (s'especialitza en pokémon Fosc)

Campió Lance (s'especialitza en pokémon Drac)
Després apareixerà l'opció de combatre contra els Capdavanters Pokémon de Kanto i, finalment. contra el campió de tot el joc,  Red.
Regles Generals Gym Leader Castle:
- Si es perd amb un entrenador (o Elite Four) s'ha de començar novament aquest gimnàs.

- Tots els entrenadors usaran pokémon de nivell 50. No obstant això, si algun dels teus pokémon posseïx un nivell superior a 50, tots els pokémon oponents tindran el mateix nivell que el teu pokémon de més alt nivell.

- Les regles generals

##### Ensenyar atacs
Cada vegada que es venç a Lance en Gym Leader Castle usant només pokémon del joc de GameBoy, apareix l'opció de reensenyar-li a algun pokémon del nostre equip algun atac que haja après (de forma natural) en el transcurs del joc de GameBoy.

#### Kid's Club
Posseïx dues modalitats, una de preguntes i una altra de minijocs. En la manera de preguntes es realitzen diferents interrogants sobre diverses coses de Pokémon, d'entrenadors de l'estadi i de trames del joc de GameBoy, i 4 opcions ─ consisteix a donar l'alternativa correcta. Quan es respon incorrectament es descompten 10 segons. Es disposa d'un total de 60 segons.
El mode de minijocs és el tradicional que ja es va iniciar en el primer lliurament. Conté 12 minijocs amb distints pokémons (de Kanto i Johto). També posseïx un "Mode Torneig" que es competeix contra la computadora per a obtenir certa quantitat de monedes, el qual arribe a un total predeterminat, és el campió. La millora pel que fa a l'anterior lliurament, és que ara és possible "robar" monedes a altres jugadors, fent molt més dinàmica la participació. Aquestes monedes igualment, si és que es posseïx un Transfer Pak amb un Joc Pokémon per a Game Boy i l'ítem Coin Case en aquest joc, serveixen per al casino de Ciutat Azulona (Pokémon Roig, Blau i Groc) i Ciutat Trigal (Pokémon Oro, Plata i Cristall). Una altra opció que té el Transfer Pak és la possibilitat d'usar Pokémons que es posseeixin en el joc de GameBoy en els minijocs que siguen compatibles
- Gutsy Golbat: Golbat vola per una fosca cova intentant aconseguir cors que apareixen en l'aire, mentre esquiva Magnemite, pressionant el botó A se pot copejar a altres Golbat i robar-li els seus cors. AL final es descobreix que Jynx llançava petons amorosos, produint el desmai de tots els Golbat, excepte el qual va obtenir més. (Nota: Si es posseïx un Crobat en el joc de GameBoy, aquest pot participar)

- Topsy Turvy: 4 Hitmontop usen el seu atac Triple Kick per espentar-se mútuament fora d'una Arena, el qual arriba a 5 punts gana. Aquest minijoc recorda molt a l'anime Beyblade.

- Clear-Cut Challenge: Scyther i Pinsir usen les seves fulles i pinces respectivament per a tallar troncs. Aquests troncs posseïxen una línia blanca, intentant tallar-lo el més prop possible d'aquella línia per a obtenir més punts. (Nota: si es posseïx un Scizor en el joc de Gameboy aquest pot participar)

- Furret's Frolic: 4 Furret colpegen amb el cap pokéboles que cauen en el tauler per a dur-les a les seues respectives porteries. A mesura que avança el joc cauen superboles (2 punts), ultraboles (3 punts) i boles mestres (5 punts). (Nota: si es posseïx un Girafarig en el joc de GameBoy, aquest pot participar)

- Barrier Ball: 4 Mr. Mime col·locats en porteries usen el seu atac barrera per a colpejar pokeboles que ixen des del centre, amb la finalitat d'anotar en una porteria oponent.

- Pichu's Power Plant: Remake del minijoc de Pokémon Stadium. Pichu es troba amb 4 ampolletes al seu al voltant, s'encendran aleatòriament amb llums verdes (pressionar botó B) o blaves (pressionar botó A), estrenyent correctament Pichu carregarà electricitat, el qual carregue primer gana. (Nota: Si es posseïx un Pikachu o un Elekid en el joc de GameBoy, aquest pot participar)

- Rampage Rollout: Donphan corre per una pista donant 9 voltes a aquesta, els Donphan que no guanyen aquestes voltes parcials, poden usar remolins per a dificultar aquesta pista. L'última volta es fa amb l'atac Rollout i finalment un Donphan guanya.

- Streaming Stampede: Cleffa i Igglybuff es col·loquen en els seus llocs, mentre una sèrie de pokémon corren en estampida per l'estudi, els jugadors els conten. A mesura que el minijoc avança, també ho fa la dificultat, comptant més d'un pokémon alhora o comptant-ne només un, però bastants corren en estampida. L'últim compte és un "Comptal's a Tots". L'objectiu és donar compteigs el més encertats possibles.

- Tumbling Togepi: Remake del minijoc Run Rattata! Run! de Pokémon Stadium. Togepi corre per una pista d'obstacles, en els quals hi ha pedres i Dugtrio que ho fan ensopegar i plantes que el retarden, al costat d'unes fletxes blaves que li acceleren el pas. El primer que arriba a la meta gana. (Nota: Si es posseïx un Omanyte en el joc de GameBoy, aquest pot participar)

- *Delibird's Delivery: Delibird ha de córrer cap a una dispensadora de regals, la qual llança aleatoris objectes de divers puntatge, cada objecte va a la borsa d'aquest pokémon i el fa més pesat, fent que el seu retorn sigui més lent, sumat a això Swinub creua per la pista, copejant als Delibird i botant el contingut de les borses. Si es recull el mateix ítem continuadament, s'aconsegueixen bonificacions.

- Egg Emergency: Ous cauen del cel, i Chansey ha de col·locar-se en posició correcta per a agarrar els més possibles, esquivant als Voltorb que també cauen i que electrocuten a Chansey, fent que perdi alguns ous.

- Eager Eevee: 4 Eevee fan voltes en un cercle que en al centre té una cistella, quan aquesta es descobreix hi ha una fruita sota, i Eevee ha d'agarrar-la, el primer que l'agarre acumula punts. De tant en tant també ix Pineco que causa una infracció a qui el colpege.

Cap destacar que com una millora de l'anterior Pokémon Stadium, si ocorre empat entre dos o més jugadors, es passa a una ronda de desempat, que consisteix en una pregunta a l'atzar del Mode de Preguntes.

#### Earl' Academy
Per a ajudar els novençans, i també experimentats, en diversos tòpics del món pokémon.
L'Escola posseïx tres nivells, Trainer l'inicial, amb els conceptes bàsics del joc i batalla, Gym Leader amb temes més complexos com ítems i criança, i Elite Four, amb temes avançats com el clima, combos, etc.
Després, està la Biblioteca, amb una molt completa guia sobre pokémon (de les dues generacions), atacs, ous, controls, ítems, etc. Al principi la informació dels jocs d'Or, Plata i Cristall està bloquejada, però una vegada que et graduïs de l'escola, podràs accedir a ella.

#### Oak's Lab
Permet una organització i interacció exhaustiva entre els jocs de Game Boy. Compatible amb Roig, Blau, Groc, Or, Plata i Cristall, posseïx un pokedex sobre les 251 espècies, un El meu PC i un Bill's PC molt més complet i amigable que el de GameBoy, permet intercanviar pokémons fins i tot entre generacions (Roig i Plata, per exemple), entre altres opcions.

#### GB Tower
Tenint un Tranfer Pak i un joc de Pokémon Roig, Blau, Groc, Or, Plata o Cristall connectats és possible jugar-los en la Nintendo 64. Al començament de l'emulació apareix l'opció Load Little i Load Max: o sia, si es carreguen les dades del joc a mesura que aquest es desenvolupa (menú PAUSA, alguns colors, sons, etc.) o es carreguen totes les dades immediatament, la qual cosa li fa prendre's una mica més de temps.
Quan es venç l'Estadi o Gym Leader Castle es dona la Doduo's Tower que duplica la velocitat d'emulació del joc de Gameboy, i quan es venç l'altra manera, es dona Dodrio's Tower que ho triplica. Cap dir que per a això funcione realment, s'ha d'haver completat la lliga pokémon en el joc de Gameboy. A més, perquè Doduo's Tower funcioni en Or, Plata i Cristall, s'ha d'haver vençut al Rival.

#### My Room
Versió 3D de la teua habitació en Pokémon Or, Plata i Cristall. Ítems que es guanyen de diverses modes poden ser usats aquí (o en la GameBoy) i vists en 3D.

#### V/S Rival
Apareix quan vences tot l'Estadi i el Gym Leader Castle. El rival de Pokémon Or, Plata i Cristall s'enfronta a tu usant Mewtwo, Ho-Oh i Lugia en nivell 100. Una vegada que el vences pots accedir al Round 2, on tot és més difícil.

### Batalla Ara!
Per a aquells que vulguen combatre immediatament. Després d'escollir el nivell de dificultat, es lliura un equip aleatori, i seguint les Regles generals de l'Estadi es va a combatre.

### Mode VS
Per a dos jocs de Gameboy Pokémon connectats, permeten batalles entre els equips dels respectius jocs, amb diverses opcions.

### Opcions
Com el nom ho indica, configuració de so, veu de narrador, etc. També és possible crear sets de regles, els quals poden ser usats en el Mode VS i en Batalla Lliure.

### Regal Misteriós
Només compatible amb Or, Plata i Cristall. Una vegada que s'haja parlat amb una xica en el Centre Comercial de Ciutat Trigal, ella apareixerà diàriament per a donar al jugador un Regal Misteriós, que pot ser recollit en Oak's Lab o usat en el joc de GameBoy directament.

## Round 2
Una vegada que s'haja vençut al Rival, apareixeran els crèdits del joc, al costat dels 251 pokémon en 3D del joc, i la pantalla de títol canviarà. Ara és possible accedir al Round 2, el qual augmenta considerablement la dificultat de les batalles en l'Estadi i Gym Leader Castle, a més modifica els pokémon que combaten en Batalla Ara!, vencent novament Estadi i Gym Leader Castle apareix l'opció V/S Rival novament, una vegada que s'haja guanyat la Batalla Final la pantalla de títol canviarà novament i el joc ha estat passat.

### Pokémon de Premi
Quan es venç per primera vegada al Rival es regalarà un Farfetch'd amb l'atac Baton Pass (Relleu). Al vèncer-lo en el Round 2, es regala un Gligar amb Eartquake (terratrèmol).

## Millores pel que fa a Pokémon Stadium

### Gràfica
La gran majoria dels atacs han estat millorats visualment, per exemple les línies dels atacs de foc o d'aigua han estat suavitzades, Earthquake (Terratrèmol) és més acolorit, els atacs de cort es veuen més agressius, els atacs elèctrics van ser molt redefinits, les ombres i llums dels pokémon han estat àmpliament treballades. Els pokémon es veuen molt més 3D que en l'anterior lliurament, per exemple el foc de Ponyta és més real, el fum de Gastly o Koffing és més accelerat, la lluentor de Magneton és més real, el moviment d'Aerodactyl va ser redefinit, etc.
Els escenaris han sofert una gran millora, el detall gràfic va augmentar considerablement. Això s'aprecia en els Gimnasos de Kanto o en Prime Cup, que també van ser vists en Pokémon Stadium

### So i Música
Quan un pokémon colpeja el terra, una pokebola s'obre, entre altres sons, han sofert millores. La música ha canviat gairebé per complet, i amb àmplies millores. La narració és molt menys monòtona, el narrador parla més compenetrat en la batalla. Així, esmenta el clima, els tipus, els nivells, les "dificultats" per les quals passen els pokémon combatents, entre altres coses.

### Batalles
Segueix l'esquema de combats d'Or, Plata i Cristall, que posseïx diferències amb les anteriors. Els nous tipus acer i fosc (o sinistre) equilibren la balança, deixant al tipus psíquic més equilibrat pel que fa a Pokémon Stadium. La inclusió d'ítems, i l'aleatoritat d'estats com Confusió, Reculada, Congelament, Dormit o Dany Crític fa molt menys predictible una batalla, per exemple ara una confusió pot durar des d'1 fins a 6 o més torns, quan abans al tercer torn s'estava desconfonent com a màxim.

### Jugabilitat
Manté exactament la mateixa manera de batalla que tenia Pokémon Stadium, tret que ara és possible veure una petita llegenda al costat dels atacs per a conèixer què fa cada moviment. A més ara el joc sempre es pren uns quants segons per a triar el seu atac, donant la possibilitat més factible de cancel·lar una ordre donada, abans si és que el jugador triaria el moviment abans que la computadora, es disposava de poc menys d'un segon per a pressionar el botó L (cancel·lar) abans de passar a l'escena d'intercanvi d'atacs.

### Compatibilitat
Els 6 jocs RPG disponibles per a Gameboy sobre Pokémon estan admesos i són perfectament relacionables (sempre que les edicions antigues suportin pokémon i atacs d'edicions recents). La majoria dels pokémon atrapats en Roig, Blau o Groc contenen una baia o algun altre ítem (fins i tot T com "Puny Gel") usable en Or, Plata i Cristall. El pokedex conté ambdues edicions, una per als primers 151 pokémon i altra ampliada per als 251, amb les respectives ubicacions i nivells de cada criatura; el mapa de Kanto és acord al joc que s'està observant, el de Johto no existeix en Roig, Blau o Groc, entre altres coses.
A manera de curiositat, la informació de Pokémon Cristall està totalment oculta al començament (fins i tot graduant-se de l'escola), és necessari inserir un joc Pokémon Cristall en un Transfer Pak connectat per a veure informació sobre pokémon, Mov. Ou o Tutors de moviment.